# Třebětice (ort i Tjeckien, Zlín)
Třebětice är en ort i Tjeckien.   Den ligger i regionen Zlín, i den östra delen av landet, 240 km öster om huvudstaden Prag. Třebětice ligger 205 meter över havet och antalet invånare är 276.
Terrängen runt Třebětice är huvudsakligen platt, men österut är den kuperad.Runt Třebětice är det tätbefolkat, med 411 invånare per kvadratkilometer. Närmaste större samhälle är Zlín, 15,0 km sydost om Třebětice. Trakten runt Třebětice består till största delen av jordbruksmark.